# 千代田ジャンクション
千代田ジャンクション（ちよだジャンクション）は、広島県山県郡北広島町有田および本地にある中国自動車道と浜田自動車道を結ぶジャンクションである。

## 接続する道路
- E2A E74 中国自動車道（25番）
- E74 浜田自動車道（25番）

## 隣
E2A E74 中国自動車道
(24)千代田IC/BS - (25)千代田JCT - 安佐SA - (26)広島北JCT - (26-1)加計BS/SIC - (27)戸河内IC
E74 浜田自動車道
(25)千代田JCT - 千代田西BS - (1)大朝IC/BS